# 布羅德貝鎮區 (北卡羅萊納州福賽斯縣)
布羅德貝鎮區（英語：Broadbay Township）是位於美國北卡羅萊納州福賽斯縣的一個鎮區。

## 地方資料
布羅德貝鎮區的面積為15.54平方千米，皆為陸地。根據2020年美國人口普查的數據，當地共有人口3992人，而人口密度為每平方千米256.89人。